# Viking Child
Prophecy I: The Viking Child (abrégé en Viking Child sur certains systèmes) est un jeu vidéo créé par Imagitec Design Limited pour les systèmes d'exploitation compatibles Atari ST, Amiga, Atari Lynx, Game Boy et MS-DOS en 1991. L'original Atari ST a été programmé par Mark Fisherwith avec des graphismes d'Anthony Rosbottom et des musiques de Barry Leitch et Ian Howe.
Les portages vers la Game Gear , la Master System, et le Commodore 64  ont été annulés. la suite prévue, Viking Child 2, n'a jamais vue le jour.

## Résumé
Ce jeu vidéo raconte l'histoire d'un enfant Viking appelé Brian qui doit entrer le Valhalla et combattre le dieu maléfique Loki ainsi que ses serviteurs.

## Système de jeu
Le jeu ressemble beaucoup à Wonder Boy in Monster Land de Sega, car certains éléments comme la collecte d'or caché, l'amélioration des armes du personnage et la visite de magasins sont pratiquement identiques, malgré la différence dans les délais de sortie (1994 pour Viking Child et 1991 pour Wonder Boy in Monster Land).
Le jeu ne propose aucune fonctionnalité de sauvegarde. Cependant, des mots de passe peuvent être gagnés et utilisés pour permettre l'accès aux niveaux ultérieurs.

## Réception
Robert A. Jung a examiné la version Lynx du jeu qui a été publiée sur IGN. Dans son verdict final, il écrit : « Bien que Viking Child soit un divertissement agréable, il lui manque les raffinements nécessaires pour faire partie des meilleurs. Les plus grands attraits de ce jeu sont l'exploration de la terre et d'essayer simplement de survivre, mais il ne faut pas le confondre avec un jeu d'aventure. Si vous recherchez quelque chose qui va un peu plus loin qu'un jeu de plateforme basique, Viking Child vaut la peine d'être essayé. " Donnant une note finale de 7 sur 10.
Raze Magazine a aussi testé les versions Amiga et Atari ST du jeu en décembre 1990.